# Arville (Seine-et-Marne)
Arville [aʁvil] ist eine französische Gemeinde mit 140 Einwohnern (Stand 1. Januar 2022) im Département Seine-et-Marne in der Region Île-de-France. Sie gehört zum Kanton Nemours im Arrondissement Fontainebleau. 

## Geographie
Arville grenzt im Nordwesten an Bromeilles, im Norden an Ichy, im Osten an Aufferville, im Südosten an Maisoncelles-en-Gâtinais (Berührungspunkt), im Süden an Mondreville und im Südwesten an Gironville.

## Bevölkerungsentwicklung
| Jahr      | 1962 | 1968 | 1975 | 1982 | 1990 | 1999 | 2008 | 2014 |
| --------- | ---- | ---- | ---- | ---- | ---- | ---- | ---- | ---- |
| Einwohner | 164  | 145  | 120  | 117  | 117  | 121  | 141  | 122  |

## Sehenswürdigkeiten
- Kirche Saint-Pierre-Saint-Paul, Monument historique

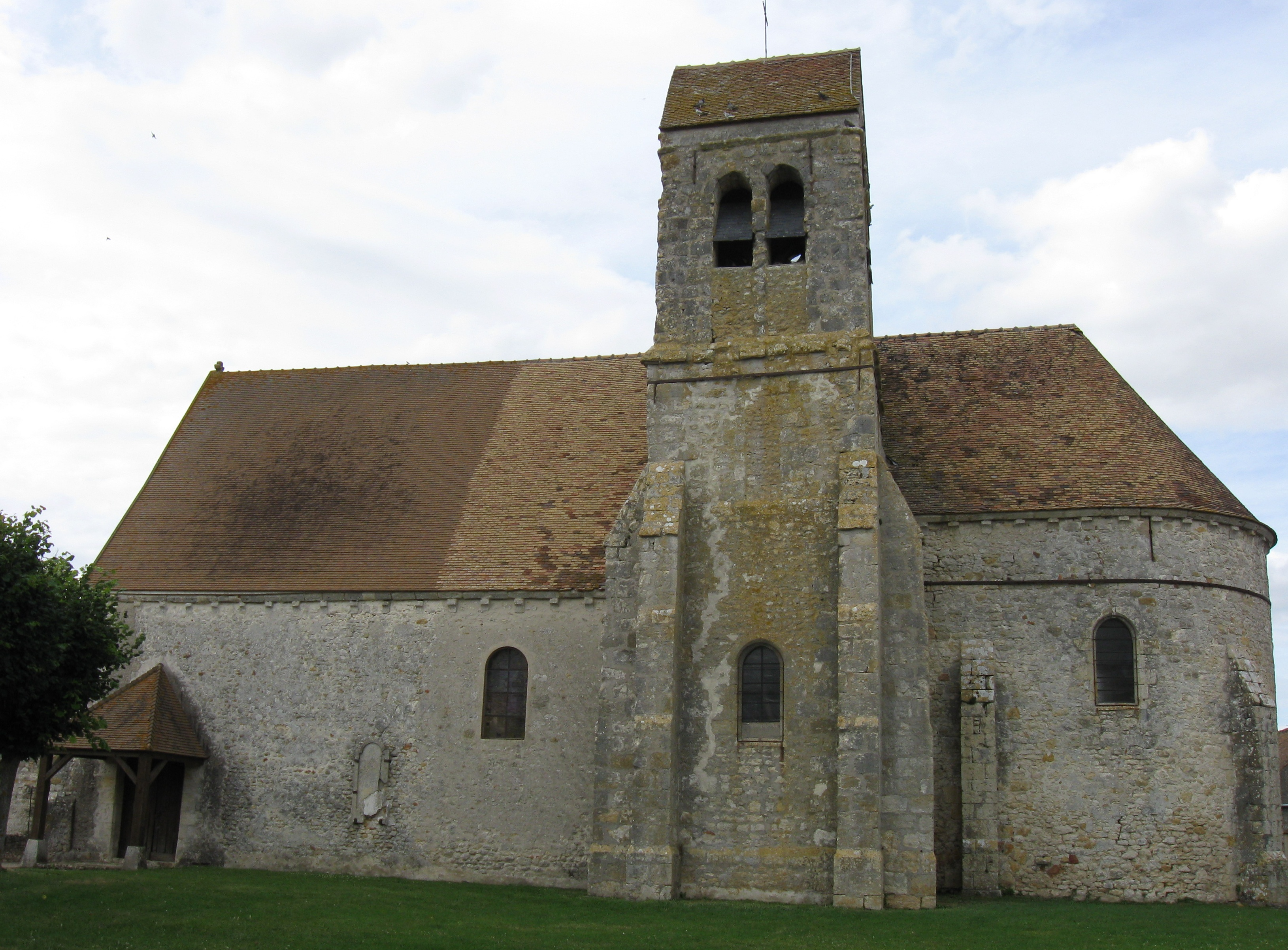
Kirche Saint-Pierre-Saint-Paul

- Ehemalige Zehntscheune